# Autonaut
Die Autonaut (griechisch für Selbstschiffer) war ein wellengetriebenes Boot des Erfinders Herman F. L. Linden aus Neapel. Es war das weltweit erste Boot dieser Art.

## Einzelheiten
Linden patentierte 1898 ein Boot mit zwei vorn und achtern waagerecht unter der Wasserlinie angebrachten federnden Stahlblechflossen. Die Flossen setzten einen Teil der kinetischen Energie der Orbitalbewegung des umgebenden Wassers in eine Vorwärtsbewegung des Bootes um. Die erste Autonaut war 3,96 Meter lang und erreichte gegen Wind und See eine Geschwindigkeit von bis zu drei Knoten. Ein später gebautes Boot von 7,32 Metern Länge steigerte diesen Wert sogar auf vier Knoten.